# ERA E
O ERA E foi o chassi com o qual a ERA disputou a temporada de 1950.
Teve como pilotos Leslie Johnson, Tony Rolt e Peter Walker.